# قومية إسلامية
القومية الإسلامية هي شكل من القومية الدينية التي تسعى إلى تعزيز المصالح مسلم من خلال الجمع بين القومية والإسلاموية. إنها ترى أن جميع المسلمين يشكلون أمة (إسلام) واحدة، تعرف بالأمة الإسلامية أو أمة المسلمين، بحكم التزامهم بالدين الإسلام ويجب أن يتَّحِدوا تحت دولة إسلامية عالمية واحدة. وعلى هذا النحو، غالبا ما يتم مقارنتها بالوحدة الإسلامية. يزعم النقاد أن القومية غير متوافقة جوهريًا مع الإسلام، حيث ترفض الأيديولوجية الإسلامية المفهوم الغربي للدول القومية، والتي عادة ما تستهدف الوحدة القائمة على العوامل اللغوية والثقافية والعرقية والإقليمية. أما القومية الإسلامية فتناشد بالوحدة القائمة على الإسلام والتوحيد، وأن أي مسلم موحِّد بالله هو جزء من أمة الإسلام مهما كان عرقه ولغته.